# Thomász Mávrosz
Thomász Mávrosz (Kalithéa, 1954. május 31. –)  válogatott görög labdarúgó, csatár.

## Pályafutása

### Klubcsapatokban
1970–1976 között a Panióniosz, 1976–1987 között az AÉK labdarúgója volt. 1987–1991 között a Panióniosz csapatában fejezte be az aktív játékot. Az AÉK csapatával két-két görög bajnoki címet és kupagyőzelmet ért el. Négyszeres görög bajnoki gólkirály.

### A válogatottban
1972–1984 között 36 alkalommal szerepelt a görög válogatottban és 11 gólt szerzett. Részt vett az 1980-as olaszországi Európa-bajnokságon.

## Sikerei, díjai
- Európai aranycipő
  - ezüstcipős: 1978–79 (31 gól)

 AÉK
- Görög bajnokság
  - bajnok (2): 1977–78, 1978–79
  - gólkirály (3): 1977–78 (22 gól), 1978–79 (31 gól), 1984–85 (27 gól)
- Görög kupa
  - győztes (2): 1978, 1983

 Panióniosz
- Görög bajnokság
  - gólkirály: 1989–90 (22 gól)